# Demolition Man (jeu vidéo)
Pour les articles homonymes, voir Demolition Man (homonymie).
Demolition Man est un jeu vidéo d'action, développé par Alexandria Inc et édité par Acclaim, sorti sur Mega Drive, Mega-CD, Super Nintendo, 3DO en 1995.
Il est basé sur le film Demolition Man de Marco Brambilla, sorti en 1993.

## Système de jeu
Sur 16 bits, le titre est un beat'em all dynamique. Sur 3DO, le jeu dispose d'un portage exclusif qui est un mélange de jeu de tir et de beat'em all.
Les versions Mega-cd et 3DO disposent de plusieurs cinématiques grâce au format cd.

## À noter
Sylvester Stallone s'est prêté à des cinématiques exclusives pour le portage du jeu sur 3DO, ce qui est constitue la première incursion directe de l'acteur dans ce média.